# Kaivosaari (ö i Nordöstra Savolax)
Kaivosaari är en ö i Finland. Den ligger i sjön Juurusvesi och Akonvesi och i kommunen Kuopio (tidigare Juankoski) i den ekonomiska regionen  Nordöstra Savolax ekonomiska region  och landskapet Norra Savolax, i den centrala delen av landet, 400 km nordost om huvudstaden Helsingfors. Öns area är 25,7 hektar och dess största längd är 0,9 kilometer i sydöst-nordvästlig riktning.